# لووکاباستین
لووکاباستین (انگلیسی: Levocabastine) یک آنتاگونیست انتخابی گیرنده H1 نسل دوم است که برای درمان کونژنکتیویت و رینیت آلرژیک به کار می‌رود.